# Lac Melville
Pour les articles homonymes, voir Melville.
Le lac Melville est un lac salé de la côte orientale du Labrador. Il est rattaché à Hamilton Inlet à l'est par un étroit passage à la hauteur du village de Rigolet. D'une superficie de 3 069 km2, d’une profondeur allant jusque 300 mètres, il s'étend sur 140 km à l'intérieur des terres jusqu'à ses deux prolongements à l'ouest : Goose Bay et Grand Lake. Entouré de montagnes et de collines rocheuses, le lac est alimenté par plusieurs cours d'eau importants dont le fleuve Churchill et la rivière Naskaupi qui drainent une grande partie du Labrador. 
Une base militaire aérienne établie lors de la Seconde Guerre mondiale se situe à Happy Valley-Goose Bay. Le nom de Melville fut donné au lac en l'honneur du vicomte Melville (1742-1811), un éminent homme politique britannique.